# Shi Jiuyong

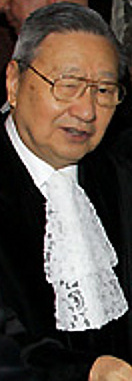
Shi Jiuyong (2005)

Shi Jiuyong, chinesisch 史久镛 (* 9. Oktober 1926 in Zhejiang, Republik China; † 18. Januar 2022 in Peking) war ein chinesischer Jurist. Er war ab 1980 in verschiedenen juristischen und diplomatischen Positionen für das chinesische Außenministerium tätig und darüber hinaus Professor an verschiedenen chinesischen Universitäten. Von Februar 1994 bis Mai 2010 war er Richter am Internationalen Gerichtshof in Den Haag.

## Leben
Shi studierte Rechtswissenschaften an der Saint John’s University in Shanghai, an der er 1948 den Bachelor of Arts erwarb, und ging anschließend an die Columbia University in New York, wo er sein Studium 1951 mit einem Master in internationalem Recht abschloss. Es folgte eine dreijährige wissenschaftliche Tätigkeit an der Columbia University.
Von 1956 bis 1958 war Shi Assistant Research Fellow am Institut für Internationale Beziehungen in Peking, anschließend bis 1964 Dozent am Pekinger Foreign Affairs College. Danach war er bis 1973 als Research Fellow am Institut für Internationales Recht in Peking tätig, sowie von 1973 bis 1980 als Research Fellow am Pekinger Institut für Internationale Studien. 1984 wurde er zum Professor für Völkerrecht am Foreign Affairs College in Peking ernannt und hatte diese Stellung bis 1993 inne. Zeitgleich war er von 1987 bis 1988 Professor am Ausbildungszentrum für ausländisches Wirtschaftsrecht des chinesischen Justizministeriums.
Shi war mehrfach als juristischer Berater tätig, darunter von 1980 bis 1993 für das chinesische Außenministerium, von 1985 bis 1993 für den ranghöchsten chinesischen Vertreter im Rahmen der Sino-British Joint Liaison Group und von 1989 bis 1993 im Chinese Centre of Legal Consultancy. Verschiedentlich war er daneben auch Teil chinesischer Delegationen bei internationalen Konferenzen und Verhandlungen, so unter anderem bei den Sitzungen des Asian-African Legal Consultative Committee in den Jahren 1981, 1985 und 1993, bei Konsultationen mit dem Außenministerium der Vereinigten Staaten 1983 und 1984 und bei den Verhandlungen mit der US-amerikanischen Regierung über ein Investitionsschutzabkommen (1983/84).
Von 1987 bis 1993 gehörte Shi der Völkerrechtskommission an, darunter 1990 als Vorsitzender. In dieser Funktion vertrat er die Völkerrechtskommission bei der 45. Sitzung der Generalversammlung der Vereinten Nationen (1990) und bei dem 30. Treffen der Asian-African Legal Consultative Conference 1991 in Kairo.
Shi war bis 2005 Berater und ist seither Ehrenpräsident der Chinesischen Gesellschaft für Internationales Recht. Er war Mitglied der Amerikanischen Gesellschaft für internationales Recht und ab 2005 Präsident des Kuratoriums der Xiamen Akademie für Internationales Recht. Darüber hinaus war er Honorarprofessor an der Hochschule für Internationale Beziehungen (2002), Ehrenpräsident des College of International Law, Hochschule für Auswärtige Angelegenheiten in Peking (2007) und Honorarprofessor der Ostchinesischen Universität für Politikwissenschaft und Recht, Shanghai (2001).
Am 6. Februar 1994 wurde Shi zum Richter am Internationalen Gerichtshof in Den Haag ernannt und 2003 im Amt bestätigt. Er bekleidete von 2000 bis 2003 das Amt des Vizepräsidenten des Gerichts, von 2003 bis 2006 wirkte er als Präsident. Neben seinem Richteramt war er auch als Dozent an der Haager Akademie für Völkerrecht tätig. Am 28. Mai 2010 legte er sein Richteramt nieder. Ihm folgte Xue Hanqin nach.

## Publikationen (Auswahl)
- Autonomy of the Hong Kong Special Administrative Region. In: Leiden journal of international law. Bd. 11, Nr. 1, ISSN 0922-1565, S. 63–70.
- The role of the International Court of Justice in the peaceful settlement of international disputes. In: Collected courses of the Xiamen Academy of International Law. Nijhoff, Leiden 2006, ISSN 1875-4678, S. 1–13.
- Maritime delimitation in the jurisprudence of the International Court of Justice. In: Chinese journal of international law. Bd. 9, Nr. 2, 2010, ISSN 1540-1650, S. 271–291.